# ワイヤレス固定電話
ワイヤレス固定電話（ワイヤレスこていでんわ）は、2024年4月1日から導入を開始した、他電気通信事業者無線アクセスを利用した、NTT東西の固定電話サービスである。
山村/半島/離島振興法等の対象地域・かつ加入電話回線密度が18回線/km2未満のエリア、ツイストペアケーブルを利用したメタルIP電話の提供が著しく不経済なエリア、災害時等において一時的に自ら設置する設備による電話の役務の提供が困難となるエリアに、基礎的電気通信役務の維持のために導入される。

## 概要
既存の電話番号・電話機がそのまま使えるが、メタルIP電話と異なり局給電機能はない。ターミナルアダプターやSIMカードに係る費用は「ワイヤレス固定電話」の基本料金に含まれる。
ネットワークには、NTT東・西が地域ごとに卸調達した無線アクセスを利用する。

## 料金
基本料金は、施設設置負担金の支払いを要するものでプッシュ回線用と同額で、通話料金はひかり電話から発信した場合と同額（050番号への通話を除く）である。

## サービス
代表機能やダイヤルインなどの法人向けの機能は提供されない。

## 技術
緊急通報の回線保留・逆信機能は、モバイル・IP電話発信時と同様に「コールバック」と次の機能により対応する。
- 1XY通知機能
- 転送解除機能
- 着信拒否解除機能
- 第三者発着信制限機能
- 災害時優先接続機能

ファクシミリは、専用サーバを設置することで対応する。